# 기능 점수
기능 점수, 펑션 포인트(function point)는 (제품이) 사용자에게 제공하는 정보 시스템의 비즈니스 기능의 양을 표현하기 위한 측정 단위이다. 소프트웨어의 기능 크기 측정(functional size measurement, FSM)을 계산하기 위해 기능 함수를 사용한다. 단일 단위의 비용(달러 또는 시간)은 과거 프로젝트를 통해 계산된다.

## 같이 보기
- COCOMO